# Голицын, Владимир Васильевич
Владимир Васильевич Голицын (9 (21) июля 1878, Житомир — 1919) — русский военачальник, генерал-лейтенант. Участник боевых действий в Китае в 1900 году, Русско-Японской, Первой мировой и Гражданской войн. Участник Белого движения на Дону и в Сибири. Участник Ледяного похода Добровольческой армии.

## Происхождение и довоенная служба
Происходил из потомственных дворян Рязанской и Тверской губерний.
Окончил Полоцкий кадетский корпус и Александровское военное училище в 1897 году. Проходил службу в Лейб-Гвардии Санкт-Петербургском полку. В 1900 году перешёл на службу в Заамурский округ Отдельного корпуса пограничной стражи.
Участвовал в подавлении восстания боксёров в Китае в 1900—1901 годах, в 1901 г. произведён в поручики. В 1902 году произведён в штаб-ротмистры.

## Участие в Русско-Японской и Первой мировой войнах
За время участия в Русско-японской войне имел 2 ранения и был награждён несколькими орденами. Занимался организацией рейдовых и разведывательных действий.
В 1906—1914 гг. служил ротмистром 3-го Заамурского конного пограничного полка. Автор истории действий округа в ходе подавления «Боксёрского восстания».
В 1914 году командовал ротой 16-го Сибирского стрелкового полка и был произведён в капитаны. Был ранен. 7 февраля 1915 года получил назначение командиром 3-го батальона этого полка, а уже 5 апреля 1915 года — произведён в подполковники за боевые отличия. Был вновь ранен и получил отравление боевым газом. Эвакуирован для лечения в Москву, где проживала семья. Назначен командиром учебной команды 4-й Сибирской стрелковой дивизии. В 1916 г. был произведён в полковники и 7 февраля 1917 года получил назначение командиром 15-го Сибирского стрелкового полка. С марта 1917 года командовал 3-й гвардейской резервной бригадой в Петроградском военном округе. Служил штаб-офицером для поручений при штабе 8-й армии Юго-Западного фронта. Ушёл в отставку с присвоением звания генерал-майор, 22 апреля 1917 года.
Служил в Ставке Верховного главнокомандующего генералом для поручений и входил в окружение генерала Корнилова. После неудачи августовского выступления бывший штаб-офицер для поручений Верховного главнокомандующего, «верный и преданный ему до фанатизма» полковник Голицын, был направлен находившимся вместе с группой своих соратников в заключении в Быховской тюрьме генералом Корниловым в Москву с поручением изыскать средства для планировавшегося в связи со становившимся всё более вероятным (в связи с политикой Керенского) захватом власти большевиками похода на Дон.

## Гражданская война
В конце октября Голицын вернулся из Москвы, выполнив возложенную на него генералом Корниловым миссию. Ему удалось привезти 40 тыс. руб., переданные членами бывшего Совещания общественных деятелей, ушедшего в подполье и называвшего себя теперь «Правым центром». 30 тыс. руб. из этой суммы были сразу же потрачены на подготовку Текинского конного полка к походу.

### На Дону
После октябрьского переворота вместе с генералом Корниловым отправился в Новочеркасск для формирования Добровольческой армии на Дону. Участвовал в Ледяном походе с Дона на Кубань и состоял во время него при штабе армии Корнилова генералом для поручений при Главнокомандующем.

### После гибели генерала Корнилова
После смерти генерала Корнилова, из-за необходимости спасать семью (жена и трое детей) нелегально выезжает в Москву. 23 апреля 1918 года вместе с семьёй уехал на Урал. Служил начальником военно-политического Центра Нижней Волги.

### Участник антибольшевистской борьбы на Урале и в Сибири
Участвовал во взятии белыми Екатеринбурга. 30 июля 1918 года был прикомандирован к штабу Уральского корпуса войск Временного Сибирского правительства. Назначен командующим гарнизоном города Екатеринбург. Инициировал своим приказом первое военное расследование убийства большевиками царской семьи.
В сентябре 1918 года получил от Временного областного правительства Урала пост военного министра, от которого отказался. 11 октября 1918 года получил назначение уполномоченного по охране государственного и общественного спокойствия в пределах освобождённой части Пермской губернии.
Начиная с 6 августа 1918 года формировал 7-ю Уральскую горных стрелков дивизию, и до 27 декабря 1918 года командовал ею.
За участие в Пермской операции был 9 января 1919 года награждён орденом Святого Георгия 4-й степени.
Был произведён в генерал-майоры и командовал с 6 января по 11 июня 1919 года в том числе во время весеннего наступления Русской армии 3-м Уральским горных стрелков корпусом Западной армии. Был произведён в генерал-лейтенанты. Командуя корпусом, участвовал в боях Русской армии на Южном Урале.
Приказом Верховного Правителя и Верховного Главнокомандующего от 14 февраля 1919 года генералу Голицыну была объявлена благодарность, а приказом от 9 марта 1919 года Голицын был зачислен в почётные списки 25-го Екатеринбургского «имени адмирала Колчака» полка горных стрелков.
С июня 1919 года — начальник всех добровольческих формирований (в том числе Дружин Святого Креста и Зелёного Знамени) в Новониколаевске. С июля 1919 года командовал Уральской группой Русской армии. Пропал без вести в конце декабря 1919 года в ходе отступления частей армии. Штабной эшелон генерала двигался к Красноярску, но туда не дошёл. Скорее всего, генерал-лейтенант В. В. Голицын погиб при взрыве воинских эшелонов на станции Ачинск, произошедшем 29 декабря 1919 года.